# Rezolucja Rady Bezpieczeństwa ONZ nr 1656
Rezolucja Rady Bezpieczeństwa ONZ nr 1656 została uchwalona 31 stycznia 2006 podczas 5363. posiedzenia Rady, odbywającego się w Nowym Jorku.
Jedynym postanowieniem tej bardzo krótkiej rezolucji jest przedłużenie mandatu Misji Obserwacyjnej ONZ w Gruzji (UNOMIG) do 31 marca 2006.